# Philip Henry Goepp
Philip Henry Goepp (Nova York, 23 de juny de 1864 - Filadèlfia, Pennsilvània, 25 d'agost de 1936) fou un compositor estatunidenc.
va fer els estudis literaris i musicals en el seu país i a Alemanya i des de 1892 es dedicà a l'ensenyança a Filadèlfia, sent més tard professor del Col·legi de Música de la Universitat de Filadèlfia.
Va compondre l'òpera The lost Prince i nombroses melodies vocals. També va col·laborar a l'Atlantic Monthly i és autor, a més, de les obres: Annals of Music in Philadelphia (1896) i Symphonies and Their Meanings (3 vol., 1898-1913).